# GAIS

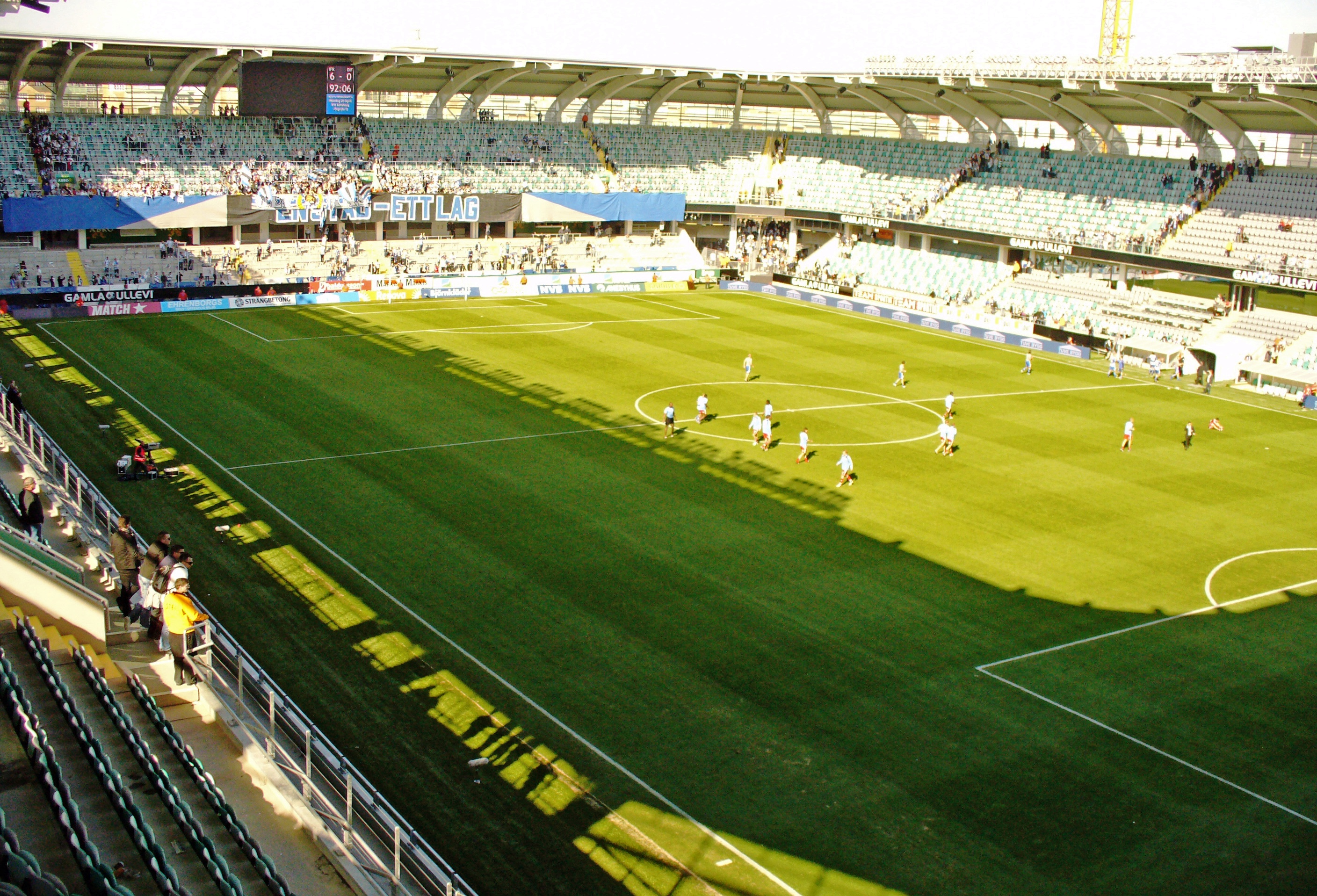
Stadion Gamla Ullevi

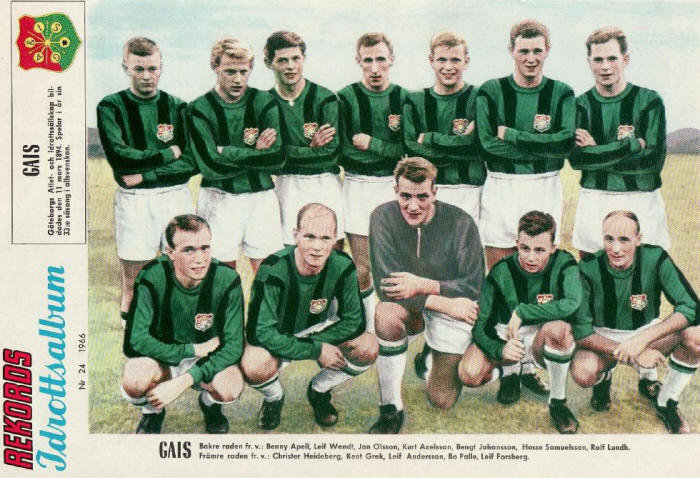
Tým GAIS z roku 1966, který postoupil do Allsvenskan, kde se etabloval

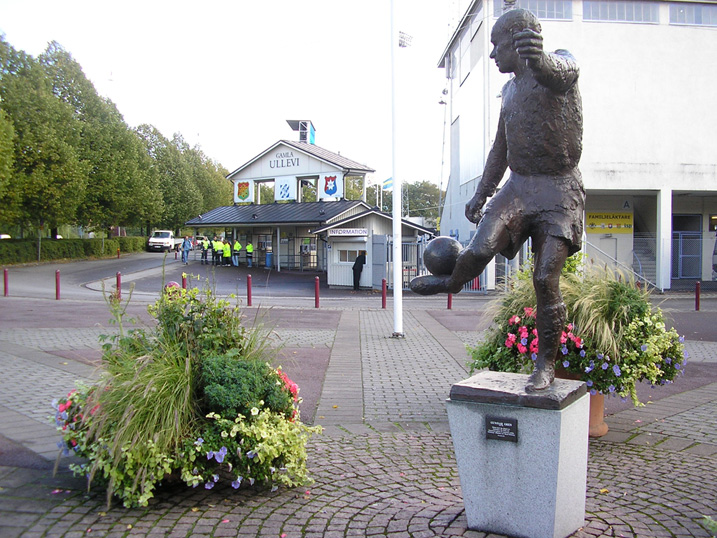
Socha legendárního hráče Gunnara Grena před stadionem Gamla Ullevi

Göteborgs Atlet- och Idrottssällskap (zkráceně GAIS, česky Göteborský atletický a sportovní spolek) je švédský fotbalový klub z města Göteborg, který byl založen v roce 1894. Svá domácí utkání hraje na stadionu Gamla Ullevi s kapacitou 18 800 diváků. Klubové barvy jsou zelená a černá.
V sezóně 2012 umístil na 16. místě Allsvenskan a sestoupil do nižší soutěže Superettan.

## Úspěchy v domácích soutěžích
- Allsvenskan - 4× vítěz (1924/25, 1926/27, 1930/31, 1953/54)[2]
- Svenska Cupen (švédský fotbalový pohár) - 1× vítěz (1942)[3][4]

## Trenéři
Zdroj:
- Knut Holmberg (1938–42)
- Gösta Holmberg (1940–41)
- Helge Liljebjörn (1941–43)
- Holger Jernsten (1943–49)
- George Raynor (1947–48)
- Willy Wolf (1949–51)
- Helge Ahlström (1951–52)
- Sven Jacobsson (1952–54)
- Gösta Hallberg (1954–56)
- Sixten Rosenqvist (1955–57)
- Karl-Erik Grahn (1956–59)
- Curt Thorstensson (1960–61)
- Istvan Tacaks (1962)
- Gunnar Gren (1963–64)
- Holger Hansson (1965–67)
- Gunnar Gren (1968–69)
- Holger Hansson (1970–72)
- Vilmos Varszegi (1973–76)
- Rune Jingård (1976)
- Arne Lindqvist (1977)
- Lars Hedén (1978–79)
- Tom Lilledal (1980)
- Bosse Nilsson (1981)
- Bo Falk (1982–92)
- Bengt-Arne Strömberg (1993–96)
- Hans Gren (1997–98)
- Lennart Ottordal (1999–00)
- Kent Kierdorf (2001)
- Lennart Ottordal (2001–02)
- Roberto Jacobsson (2003)
- Roland Nilsson (2004–07)
- Magnus Pehrsson (2008)
- Alexander Axén (2009–červenec 2012)
- Jan Mak (srpen–říjen 2012)
- Benjamin Westman (říjen–prosinec 2012)
- Thomas Askebrand (2013–2014)